# Bratrovražedný tenis
Bratrovražedný tenis (v anglickém originále Tennis the Menace) je 12. díl 12. řady (celkem 260.) amerického animovaného seriálu Simpsonovi. Scénář napsal Ian Maxtone-Graham a díl režírovala Jen Kamermanová. V USA měl premiéru dne 11. února 2001 na stanici Fox Broadcasting Company a v Česku byl poprvé vysílán 22. října 2002 na stanici ČT1.

## Děj
Ve Springfieldském domově důchodců se koná přehlídka talentů, které se účastní i rodina Simpsonových. Dědeček soutěž vyhraje, když předvede svou verzi písně „What's New, Pussycat?“. Cenou je pitva zdarma, a tak Simpsonovi navštíví prodavače pohřebních služeb, aby si výhru vyzvedli. Tam se Homer rozhodne koupit pro dědečka rakev a náhrobek, načež mu prodejce nabídne drahý pohřební plán, který si Homer nemůže dovolit. Prodavač Homerovi řekne, že náhrobní kámen se vyrábí ze stejného množství cementu jako tenisový kurt, a to mu vnukne nápad postavit na rodinné zahradě tenisový kurt. 
Kurt je mezi obyvateli Springfieldu velmi oblíbený, ti se však Homerovi a Marge posmívají, že díky Homerově špatné hře neustále prohrávají. Marge Homera prosí, aby hru bral vážně, ale ten si příliš neuvědomuje, jak špatně tenis hraje. Místo toho se snaží Marge potěšit tím, že dvojici přihlásí do Krustyho tenisového turnaje celebrit. Marge, unavená z toho, že se jí všichni smějí, se vykašle na Homera a přihlásí se s Bartem jako svým novým parťákem. Homer je rozhořčen, že byl opuštěn kvůli desetiletému chlapci, a snaží se pomstít tím, že se do turnaje přihlásí s Lízou jako partnerkou, přestože Líza s tím nesouhlasí. 
Změna partnerů vede k tomu, že se rodina Simpsonových začne hádat a agresivně proti sobě soupeřit. Během turnaje se v hledišti nacházejí tenisoví profesionálové Andre Agassi, Pete Sampras, Venus Williamsová a Serena Williamsová. Na turnaji se Homer vykašle na Lízu kvůli Venus. V reakci na to Marge vymění Barta za Serenu jako svého partnera. Nakonec Serena a Venus nahradí Marge a Homera Samprasem a Agassim. To donutí rodinu vrátit se na lavičku a obnovit své obvyklé místo v rodině. Jak si užívají exhibici špičkového tenisu, shodnou se na tom, že je lepší se dívat než něco dělat, a Homer nabídne rodině, že za peníze, které vzal Samprasovi z peněženky, koupí večeři. 

## Produkce
Díl napsal Ian Maxtone-Graham a režírovala jej Jen Kamermanová. Maxtone-Graham se považuje za špatného hráče tenisu a vždycky chtěl vyhrát proti své matce v tenisovém zápase. To mu posloužilo jako inspirace pro tuto epizodu, protože si myslel, že „rodinná dynamika kolem tenisu by byla zábavná podívaná“. Maxtone-Graham hodně pátral po scénách na začátku dílu, kdy Simpsonovi navštíví pohřebního prodejce na hřbitově. 
Přečetl si knihu Jessicy Mitfordové The American Way of Death Revisited, která pojednává o pohřebním průmyslu, a mohl se zúčastnit exkurze s prodejci pohřebních služeb na hřbitově Westwood Village Memorial Park v Los Angeles. Tehdy neprozradil, že se jedná o výzkum, a místo toho předstíral, že má umírajícího příbuzného. Podle Maxtone-Grahama mu prohlídka pomohla zjistit „vše o urnách versus rakvích a kremaci“. „Kladl jsem otázky typu: ‚No a smrdí ta těla?‘ Byli velmi milí a dali mi všechny odpovědi. Bylo to docela fascinující.“.
Podle Maxtone-Grahama divák na začátku dílu „netuší, že zvrat bude tenisový“. Část příběhu, jež se točí kolem tenisu, začíná až zhruba po osmi minutách epizody. Mike Scully uvedl, že to považoval za „asi příliš dlouhé čekání, než se příběh rozběhne“.
Podobně se vyjádřil i Maxtone-Graham, jenž si sice myslí, že tento typ začátků „je docela vtipný“, ale možná by bylo lepší se jim vyhnout. Scullymu se však líbilo, že štáb do epizody zahrnul komentář k jejímu „vykašlání se“ na začátek tím, že Homer řekl: „Vsadím se, že jste to nečekali!“ divákům, když se rozhodne získat tenisový kurt. Scenáristé měli několik alternativních konců Bratrovražedného tenisu, než se rozhodli pro ten, jejž nakonec použili. V jednom okamžiku se například rodina měla vrátit domů a sledovat v televizi zápas, v němž se Serena a Sampras utkali s Venus a Agassim. Štáb ho změnil na závěrečný, protože nechtěl, aby to vypadalo, že epizoda vyprchala.
V dílu hostují Andre Agassi, Pete Sampras a sestry Venus a Serena Williamsovy. Všichni se objevili sami za sebe. Výkonný producent Al Jean režíroval Samprase, který podle Jeana přednesl své repliky „velmi přirozeně“, zatímco Maxtone-Graham režíroval sestry Williamsovy. Agassi své repliky nahrál v létě 2000. Sestry Williamsovy však své repliky nahrávaly v Los Angeles v zimě 2000–2001. Podle Maxtone-Grahama byly sestry „neuvěřitelně milé a neuvěřitelně velkorysé, co se týče jejich času“.
Jedná se o druhou epizodu – po dílu Radioaktivní muž (1995) ze 7. řady –, jež byla animována digitální tuší a barvami. Tento druh digitálního barvení se v seriálu začal trvale používat až v epizodách 14. řady Speciální čarodějnický díl a Kdo chce zabít Homera? (2002). V Bratrovražedném tenisu byl použit především k otestování této techniky. Důvodem dlouhé pauzy mezi touto epizodou a Kdo chce zabít Homera? bylo to, že štáb Simpsonových chtěl tento vzhled ještě trochu zdokonalit, než se mu bude věnovat naplno.

## Přijetí
Epizoda byla původně vysílána na stanici Fox ve Spojených státech 11. února 2001. Tu noc ji vidělo přibližně osm milionů domácností. Se sledovaností 8,2 podle agentury Nielsen se epizoda vyrovnala seriálu Akta X na 41. místě ve sledovanosti v týdnu od 5. do 11. února 2001. Epizoda byla čtvrtým nejsledovanějším pořadem vysílaným v tomto týdnu na stanici Fox po dílech Temptation Island, Ally McBealové a Boston Public.
Dne 18. srpna 2009 byl díl vydán na DVD jako součást boxu The Simpsons – The Complete Twelfth Season. Členové štábu Mike Scully, Al Jean, Ian Maxtone-Graham, John Frink, Don Payne, Matt Selman, Max Pross a také televizní scenárista a producent Philip Rosenthal se podíleli na audiokomentáři k této epizodě na DVD.
Kritika udělila dílu vesměs pozitivní hodnocení. 
Jerry Greene z Orlando Sentinel jej v roce 2004 zařadil na deváté místo svého seznamu 10 nejlepších sportovních epizod.
Nancy Basileová z About.com ve své recenzi z roku 2003 napsala, že děj epizody „nám umožnil vidět více vedlejších postav než obvykle. Dala také Springfieldu pocit společenství, který se nám v posledních řadách někdy nedostává. Ačkoli je využívání hostujících hvězd okaté, tenisté byli vtipní a dokázali si udělat legraci sami ze sebe. Homer měl také několik skvělých hlášek. Celkově velmi vtipná epizoda.“
V červenci 2007 Simon Crerar z The Times zařadil Agassiho vystoupení mezi 33 nejvtipnějších cameí v historii seriálu.
Jason Bailey z DVD Talk ve své recenzi 12. řady Simpsonových napsal, že „zvyk členů štábu využívat první dějství jako červenou stopu, která se zbytkem pořadu souvisí jen napůl, je geniální a k popukání. (…) Takové věci dělají už léta, ale pořád to hraje; co víc, začali to přiznávat a mrkat na to.“. Všiml si scény z této epizody, v níž Homer říká divákům: „Vsadím se, že jste to nečekali!“, a dodal, že „takový moment je chytrý, vědoucí a absurdně vtipný“.